# Paryphoconus guianae
Paryphoconus guianae är en tvåvingeart som beskrevs av John William Scott Macfie 1940. Paryphoconus guianae ingår i släktet Paryphoconus och familjen svidknott.
Artens utbredningsområde är Guyana. Inga underarter finns listade i Catalogue of Life.